# Världsmästerskapen i skidflygning 2010
Världsmästerskapen i skidflygning 2010 hölls 19-21 mars 2010 i Letalnica i Planica, Slovenien för sjätte gången. Tidigare hade staden varit värdort för tävlingarna 1972, 1979, 1985, 1994, och 2004. Österrikes Gregor Schlierenzauer var försvarande mästare individuellt och i lag tillsammans med sina lagkamrater Andreas Kofler, Martin Koch, och Thomas Morgenstern.

## Individuellt
- 19–20 mars 2010.[1]

| Medalj | Namn                        | Poäng |
| Guld   | Simon Ammann (SUI)          | 935.8 |
| Silver | Gregor Schlierenzauer (AUT) | 910.3 |
| Brons  | Anders Jacobsen (NOR)       | 894.0 |

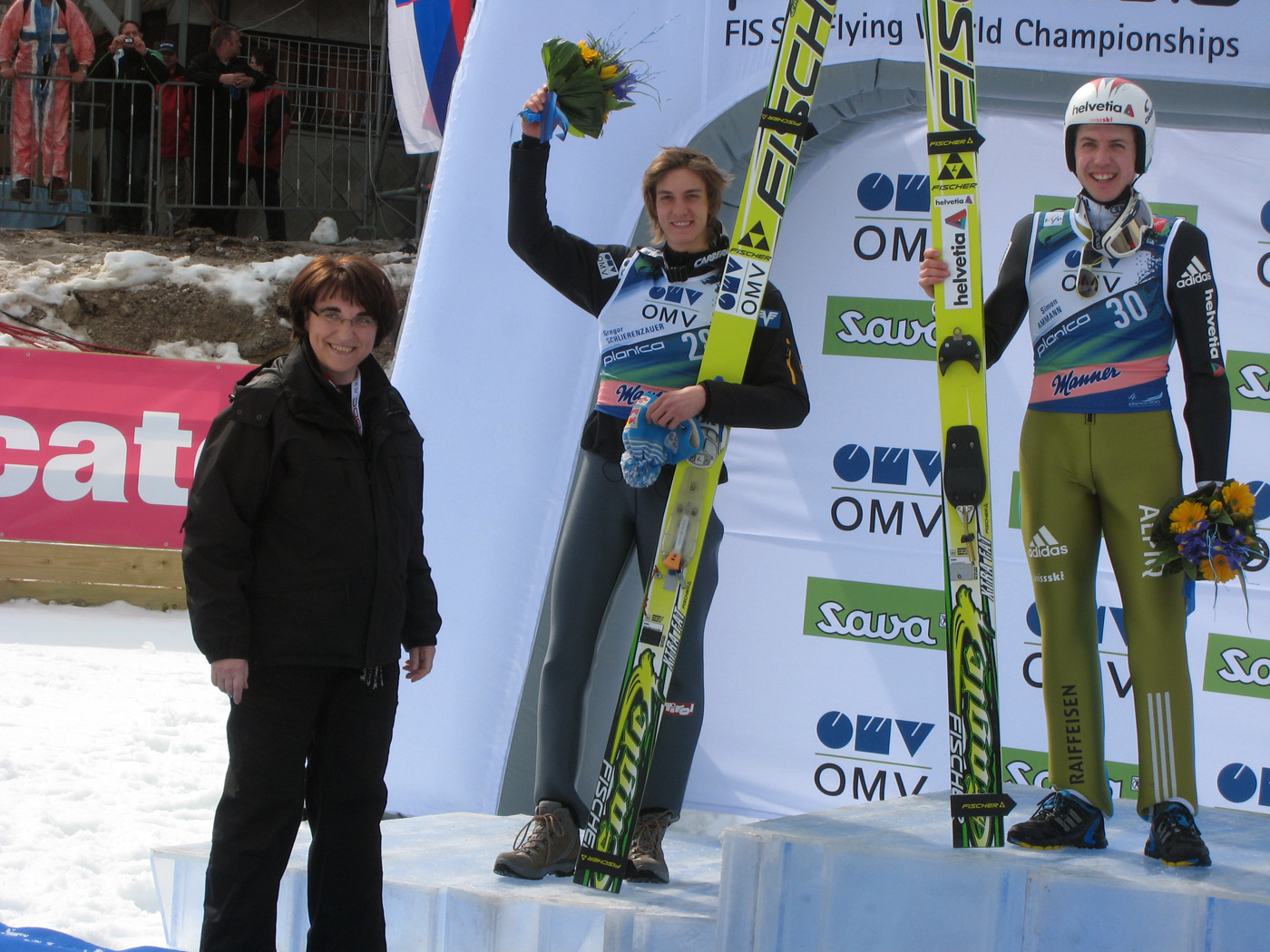
Vinnaren Simon Ammann och tvåan Gregor Schlierenzauer på prispallen, utdelare av buketter; Sloveniens försvarsminister Ljubica Jelušič

Ammann hoppade i fjärde omgången 236,5 m vilket var tävlingens längsta hopp. Han ledde redan efter första dagen och hade flest poäng båda dagarna och vann därigenom sitt första guld i mästerskapen. Adam Małysz var tvåa efter tre hopp men med ett dåligt fjärde hopp slutade han fyra. Den försvarande mästaren Schlierenzauer slutade tvåa. 
Det näst längsta hoppet, på 236 m, stod Antonín Hájek för. Robert Kranjec, vinnare av världscupen i skidflygning 2009/2010 slutade femma. Efter första omgången hoppade den tidigare mästaren i skidflygning Roar Ljøkelsøy för sista gången i sin karriär, då han inte kvalificerade sig till nästa omgång.

## Lag
21 mars 2010.
| Medalj | Lag                                                                            | Poäng  |
| Guld   | Österrike Gregor Schlierenzauer Martin Koch Thomas Morgenstern Wolfgang Loitzl | 1641.4 |
| Silver | Norge Bjørn Einar Romøren Johan Remen Evensen Anders Bardal Anders Jacobsen    | 1542.3 |
| Brons  | Finland Harri Olli Matti Hautamäki Olli Muotka Janne Happonen                  | 1474.3 |

Schlierenzauer hade det längsta hoppet i tävlingen med sitt andra hopp på 231,0 m.

## Medaljfördelning
| Pl. | Nation    | Guld | Silver | Brons | Totalt |
| --- | --------- | ---- | ------ | ----- | ------ |
| 1   | Österrike | 1    | 1      | 0     | 2      |
| 2   | Schweiz   | 1    | 0      | 0     | 1      |
| 3   | Norge     | 0    | 1      | 1     | 2      |
| 4   | Finland   | 0    | 0      | 1     | 1      |